# Xenopus fraseri
Xenopus fraseri е вид жаба от семейство Безезични жаби (Pipidae). Видът не е застрашен от изчезване.

## Разпространение
Разпространен е в Ангола, Габон, Демократична република Конго, Екваториална Гвинея, Камерун и Централноафриканска република.

## Описание
Популацията на вида е стабилна.